# Tollanderska priset
Karl Emil Tollanders pris och Tollanderska medaljen delas ut av Svenska litteratursällskapet i Finland på Runebergsdagen den 5 februari. Priset har delats ut sedan år 1913, och är sedan 1971 Svenska litteratursällskapets främsta utmärkelse som delas ut årligen. Det har sitt namn efter bankiren Karl Emil Tollander (1854–1911).
Priset ges för ett skönlitterärt eller vetenskapligt livsverk och delades ut för första gången 1913.
| ”                                                | I syfte att befrämja sträfvandena för svenskt språk och svensk odling samt i någon mån motverka följderna af en mot dess ströäfvanden kulturfientlig politik | „ |
| – Karl Emil Tollanders hustrus i donationsbrevet | |   |

## Pristagare
- 1913 – Valfrid Vasenius och Bertel Gripenberg
- 1914 – Hjalmar Procopé, Arvid Mörne och Jacob Tegengren
- 1915 – Jacob Tegengren, John Arnold Bergh och Sigrid Backman
- 1916 – Hjalmar Procopé, Ture Janson, Richard Malmberg och Runar Schildt
- 1917 – Karin Smirnoff, Jarl Hemmer, Ragnar Ekelund, Erik Furuhjelm och Gabriel Sanden
- 1918 – Emil Zilliacus och Runar Schildt
- 1919 – Ragnar Ekelund
- 1920 – Jarl Hemmer
- 1921 – Arvid Mörne
- 1922 – Josefina Bengts
- 1923 – Ture Janson
- 1924 – Wilhelm Ruuth
- 1925 – Sigurd Nordenstreng
- 1926 – Bertel Gripenberg
- 1927 – Arvid Mörne
- 1928 – Gabriel Rein
- 1929 – Arvid Mörne
- 1930 – Emil Zilliacus
- 1931 – Arvid Mörne
- 1932 – Emil Zilliacus
- 1933 – R.R. Eklund
- 1934 – Hagar Olsson
- 1935 – Hans Ruin
- 1936 – Sigurd Frosterus
- 1937 – Sally Salminen
- 1938 – Eric Anthoni
- 1939 – Harald Jernström
- 1940 – Jacob Tegengren
- 1941 – Ivar Heikel
- 1942 – Bertel Gripenberg
- 1943 – Elmer Diktonius
- 1944 – R.R. Eklund
- 1945 – Bertel Hintze
- 1946 – Solveig von Schoultz
- 1947 – Olav Ahlbäck
- 1948 – Mirjam Tuominen
- 1949 – Sven Lindman
- 1950 – Hagar Olsson
- 1951 – Eirik Hornborg
- 1952 – Göran Schildt
- 1953 – Walentin Chorell
- 1954 – Oscar Parland
- 1955 – Ole Torvalds
- 1956 – Göran Stenius
- 1957 – Åke Granlund
- 1958 – Bo Carpelan
- 1959 – Carl-Rudolf Gardberg
- 1960 – Erik Heinrichs
- 1961 – Anna Bondestam
- 1962 – Bo Carpelan
- 1963 – Oscar Parland
- 1964 – Nils Erik Wickberg
- 1965 – Lars Huldén
- 1966 – Christer Kihlman
- 1967 – Rabbe Enckell och Anders Cleve
- 1968 – Birgit Klockars och Kurt Zilliacus
- 1969 – Ralf Nordgren och Johan Wrede
- 1970 – John Gardberg
- 1971 – Tove Jansson
- 1972 – Karin Allardt Ekelund
- 1973 – Olof Enckell
- 1974 – Tito Colliander
- 1975 – Oscar Nikula
- 1976 – Thomas Warburton
- 1977 – Nils Erik Wickberg
- 1978 – Valdemar Nyman
- 1979 – Anna Bondestam
- 1980 – Stig Jägerskiöld
- 1981 – Solveig von Schoultz
- 1982 – Lorenz von Numers
- 1983 – Bo Carpelan
- 1984 – Torsten Steinby
- 1985 – Johannes Salminen
- 1986 – Gösta Ågren
- 1987 – Georg Henrik von Wright
- 1988 – Christer Kihlman
- 1989 – Johan Wrede
- 1990 – Peter Sandelin
- 1991 – Göran Schildt
- 1992 – Mikael Enckell
- 1993 – Jan-Magnus Jansson
- 1994 – Claes Andersson
- 1995 – Lars Huldén
- 1996 – Erik Allardt
- 1997 – Olle Sirén
- 1998 – Tua Forsström
- 1999 – Märta Tikkanen
- 2000 – George C. Schoolfield
- 2001 – Erik Kruskopf
- 2002 – Jörn Donner
- 2003 – Merete Mazzarella
- 2004 – Carl Jacob Gardberg
- 2005 – Irmelin Sandman Lilius
- 2006 – Inga-Britt Wik
- 2007 – Johan Bargum
- 2008 – Klaus Törnudd
- 2009 – Leif Salmén
- 2010 – Ralf Långbacka
- 2011 – Ulla-Lena Lundberg
- 2012 – Kurt Högnäs
- 2013 – Rainer Knapas
- 2014 – Bo Lönnqvist
- 2015 – Birgitta Boucht
- 2016 – Bengt Ahlfors
- 2017 – Max Engman
- 2018 – Kjell Westö
- 2019 – Tuva Korsström
- 2020 – Monika Fagerholm
- 2021 – Fredrik Lång
- 2022 – Robert Åsbacka
- 2023 – Gustav Björkstrand
- 2024 – Ralf Andtbacka
- 2025 – Lars Sund